# Welsh Hillman
Il cane gallese Hillman o Welsh Hillman era un antico ecotipo o tipo di cane da pastore del Galles, usato per la pastorizia e la transumanza. Si pensa che la varietà si sia estinta intorno al 1990.
Si pensava che il gallese Hillman discendesse da antichi cani da pastore gallesi. Probabilmente era il più antico cane pastore gallese, e potrebbe essere stato il discendente dei vecchi gellgi o "cani lupo gallesi" usati circa 1.000 anni fa. Alcune fonti, senza alcuna prova evidente, suggeriscono che sia stato incrociato con cani simili visti in Nord Africa.
Era un cane grande ma robusto, fino a circa 64 cm di altezza, e descritto come "veloce e senza paura", con un aspetto non dissimile da un pastore tedesco di corporatura più leggera. Le orecchie erano dritte. Il mantello era solitamente di un colore fulvo chiaro, sabbia o rosso-oro con una sella nera, petto bianco, bianco sulle zampe e sulla punta della coda e un bagliore sul viso. Occasionalmente sono stati visti anche cani blue merle.
La razza era rara nei tempi moderni. CLB Hubbard, scrivendo nel 1948, lo descrisse come "quasi estinto" e "quasi mai visto lavorare oggi". L'ultimo gallese Hillman conosciuto, "Jess", fu acquistato nel 1974 da una fattoria in collina vicino a Hay-on-Wye dall'autrice ed emittente Jeanine McMullen, e fu sterilizzato prima che il suo proprietario si rendesse conto della sua rarità.